# Elizabeth Hurley
Elizabeth Hurley (Basingstoke, Hampshire, 1965. június 10. –) angol színésznő, modell.

## Élete és pályafutása
Az 1990-es években leginkább mint Hugh Grant barátnője volt ismert. Huszonkilenc éves volt, amikor az Estée Lauder arca lett. Főképp parfümöket reklámoz a cégnek.
Fontosabb filmjei közé tartozik a Mike Myers főszereplésével készült Szőr Austin Powers: Őfelsége titkolt ügynöke (1997) és annak folytatása, az KicsiKÉM – Austin Powers 2. (1999), valamint A bájkeverő (2000). 2015 és 2018 között Hurley a The Royals című televíziós sorozat főszereplője volt.

## Filmográfia

### Film
| Év   | Magyar cím                                   | Eredeti cím                                     | Szerep             | Magyar hang      |
| ---- | -------------------------------------------- | ----------------------------------------------- | ------------------ | ---------------- |
| 1987 | Ária                                         | Aria                                            | Marietta           |                  |
| 1988 | Szél hátán                                   | Remando al viento (Rowing with the Wind)        | Claire Clairmont   |                  |
| 1990 | Halálos hajóút                               | Kill Cruise                                     | Lou                | Für Anikó        |
| 1992 | A hosszú tél                                 | El largo invierno (The Long Winter)             | Emma Stapleton     |                  |
| 1992 | Az 57-es utas                                | Passenger 57                                    | Sabrina Ritchie    | Nagy Katalin     |
| 1994 |                                              | Beyond Bedlam                                   | Stephanie Lyell    |                  |
| 1995 | Veszett kutyák és angolok                    | Mad Dogs and Englishmen                         | Antonia Dyer       |                  |
| 1997 | Veszélyes vidék                              | Dangerous Ground                                | Karen              |                  |
| 1997 | Szőr Austin Powers: Őfelsége titkolt ügynöke | Austin Powers: International Man of Mystery     | Vanessa Kensington | Prókai Annamária |
| 1998 | A nap árnyékos oldalán                       | Permanent Midnight                              | Sandra Stahl       | Németh Borbála   |
| 1999 | Kedvenc marslakóm                            | My Favorite Martian                             | Brace Channing     | Für Anikó        |
| 1999 | Ed TV                                        | EDtv                                            | Jill               | Németh Borbála   |
| 1999 | KicsiKÉM – Austin Powers 2.                  | Austin Powers: The Spy Who Shagged Me           | Vanessa Kensington | Prókai Annamária |
| 2000 | Örvénylő vizeken                             | The Weight of Water                             | Adaline Gunn       | Tóth Enikő       |
| 2000 | A bájkeverő                                  | Bedazzled                                       | Ördög              | Tóth Enikő       |
| 2001 | Hátulról mellbe                              | Double Whammy                                   | Dr. Ann Beamer     | Simorjay Emese   |
| 2002 | Bocsánatos bűnös                             | Dawg                                            | Anna Lockheart     | Détár Enikő      |
| 2002 | Pereld a nőt!                                | Serving Sara                                    | Sara Moore         | Biró Anikó       |
| 2004 | Hasonulás                                    | Method                                          | Rebecca            | Horváth Lili     |
| 2008 |                                              | Valentino: The Last Emperor (dokumentumfilm)    | önmaga             |                  |
| 2010 |                                              | Made in Romania                                 | önmaga             |                  |
| 2014 |                                              | Viktor                                          | Alexandra Ivanov   |                  |
| 2018 |                                              | Phoenix Wilder and the Great Elephant Adventure | Sarah nagynéni     |                  |
| 2020 |                                              | Then Came You                                   | Clare              |                  |

### Televízió
| Év        | Magyar cím                      | Eredeti cím                        | Szerep                     | Megjegyzések                               |
| --------- | ------------------------------- | ---------------------------------- | -------------------------- | ------------------------------------------ |
| 1988      |                                 | Inspector Morse                    | Julia                      | 1 epizód                                   |
| 1988      |                                 | Christabel                         | Christabel Bielenberg      | minisorozat (5 epizód)                     |
| 1988      |                                 | Rumpole of the Bailey              | Rosie Japhet               | 1 epizód                                   |
| 1989      | Három akaratos nő               | Act of Will                        | Christina                  | minisorozat                                |
| 1990      |                                 | Frederick Forsyth Presents         | Julia Latham               | 1 epizód                                   |
| 1991      |                                 | The Orchid House                   | Natalie                    | minisorozat (1 epizód)                     |
| 1992      |                                 | The Good Guys                      | Candida Ashton             | egy epizód                                 |
| 1992      | Az ifjú Indiana Jones kalandjai | The Young Indiana Jones Chronicles | Vicky Prentiss             | 1 epizód                                   |
| 1994      |                                 | Sharpe                             | Lady Farthingdale          | 1 epizód                                   |
| 1995      |                                 | The Shamrock Conspiracy            | Cecilia Harrison           | tévéfilm                                   |
| 1996      |                                 | Harrison: Cry of the City          | Cecilia Harrison           | tévéfilm                                   |
| 1996      | Sámson és Delila                | Samson and Delilah                 | Delila                     | - tévéfilm - magyar hangja: - Szénási Kata |
| 2001      |                                 | The Human Face                     | több szereplő              | minisorozat (2 epizód)                     |
| 2005      |                                 | Signé Chanel                       | önmaga                     | minisorozat (1 epizód)                     |
| 2006      |                                 | Project Catwalk (1. évad)          | önmaga                     | házigazda, zsűritag és vezető producer     |
| 2011–2012 | Gossip Girl – A pletykafészek   | Gossip Girl                        | Diana Payne                | tizennégy epizód                           |
| 2014      | A kiválasztottak                | The Tomorrow People                | A.L.I.C.E. (hangja)        | 2 epizód                                   |
| 2015–2018 |                                 | The Royals                         | Helena Henstridge királyné | főszereplő (40 epizód)                     |
| 2019      | Runaways                        | Runaways                           | Morgan le Fay              | 3. évad (8 epizód)                         |
| 2021      |                                 | RuPaul's Drag Race UK              | önmaga                     | vendég zsűritag (1 epizód)                 |